# USS Duluth (CL-87)
O USS Duluth foi um cruzador rápido operado pela Marinha dos Estados Unidos e a décima sétima embarcação da Classe Cleveland. Sua construção começou em novembro de 1942 nos estaleiros da Newport News Shipbuilding e foi lançado ao mar em janeiro de 1944, sendo comissionado na frota norte-americana em setembro do mesmo ano. Era armado com uma bateria principal de doze canhões de 152 milímetros montados em quatro torres de artilharia triplas, tinha um deslocamento de mais de catorze mil toneladas e alcançava uma velocidade máxima de 32 nós.
O Duluth entrou em serviço no final da Segunda Guerra Mundial e foi encarregado da escolta de porta-aviões, com as únicas operações que participou sendo cobertura para ataques aéreos contra o Japão. A guerra terminou em agosto de 1945 e o navio passou os anos seguintes fazendo cruzeiros pelo Sudeste Asiático e Oceania, mais um período de patrulha próximo do litoral da China durante a Guerra Civil Chinesa. Voltou então para casa e realizou alguns exercícios antes de ser descomissionado em junho de 1949, permanecendo inativo na reserva até ser desmontado em 1960.

## Características

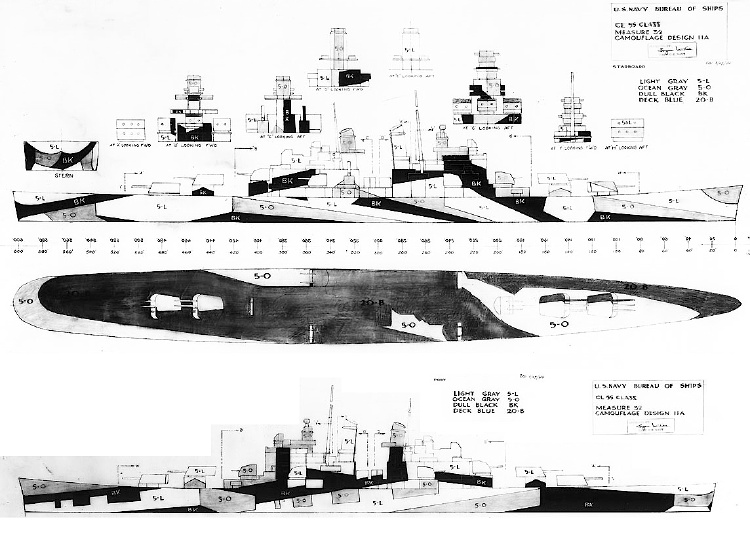
Desenho da Classe Cleveland

O projeto dos cruzadores rápidos da Classe Cleveland começou no final da década de 1930. O deslocamento de navios do tipo na época ficava limitado a 8,1 mil toneladas pelo Segundo Tratado Naval de Londres. Entretanto, após o início da Segunda Guerra Mundial em setembro de 1939, o Reino Unido anunciou que iria suspender o tratado pela duração do conflito, uma decisão rapidamente seguida pelos Estados Unidos. Este, apesar de ainda neutro, reconheceu que sua entrada na guerra era provável e que a necessidade urgente de mais navios impedia um projeto totalmente novo, assim a Classe Cleveland teve seu projeto muito baseado na predecessora Classe Brooklyn. A principal diferença foi a remoção de uma torre de artilharia tripla de 152 milímetros em favor de uma torre dupla de 127 milímetros.
O Duluth tinha 185,95 metros de comprimento de fora a fora, boca de 20,22 metros e calado de 7,47 metros. Seu deslocamento padrão era de 11 932 toneladas, enquanto o deslocamento carregado chegava a 14 358 toneladas. Seu sistema de propulsão era composto por quatro caldeiras Babcock & Wilcox que queimavam óleo combustível proporcionando o vapor para quatro conjuntos de turbinas a vapor General Electric, cada uma girando uma hélice. A potência indicada era de 102 mil cavalos-vapor (75 mil quilowatts), suficiente para levar o navio a uma velocidade máxima de 32,5 nós (60,2 quilômetros por hora). Sua tripulação era composta por 1 285 oficiais e marinheiros.
Sua bateria principal tinha doze canhões Marco 16 calibre 47 de 152 milímetros em quatro torres de artilharia triplas na linha central, duas na proa e duas na popa, em ambos os casos com uma torre sobreposta à outra. A bateria secundária tinha doze canhões de duplo-propósito calibre 38 de 127 milímetros em seis torres de artilharia duplas. Duas ficavam na linha central à proa e à ré da superestrutura, enquanto as outras quatro ficavam nas laterais da superestrutura. A bateria antiaérea tinha 28 canhões Bofors de 40 milímetros em quatro montagens quádruplas e seis duplas, mais dez canhões Oerlikon de 20 milímetros em montagens únicas.
O cinturão principal de blindagem do Duluth tinha entre 89 a 127 milímetros de espessura, com a seção mais espessa ficando à meia-nau, onde protegia os depósitos de munição e as salas de máquinas, as partes vitais do navio. Seu convés tinha 51 milímetros de espessura. As torres de artilharia principais eram protegidas com frentes de 170 milímetros e laterais e teto de 76 milímetros, ficando em cima de barbetas com 152 milímetros. A torre de comando tinha laterais de 127 milímetros.

## História

### Segunda Guerra

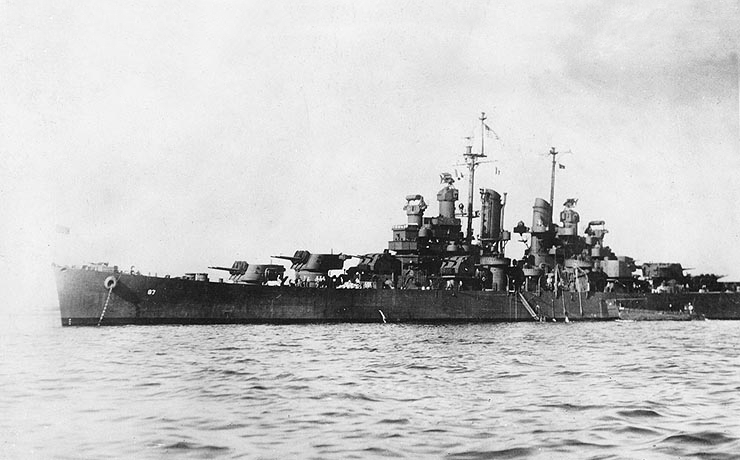
O Duluth em 1945

O batimento de quilha do Duluth ocorreu em 9 de novembro de 1942 nos estaleiros da Newport News Shipbuilding em Newport News, na Virgínia. Foi lançado ao mar em 13 de janeiro de 1944, com os trabalhos de equipagem prosseguindo até setembro. Ele foi comissionado em 18 de setembro e em seguida partiu para seus testes marítimos. O Duluth atuou como um cruzador de treinamento a partir de Newport, em Rhode Island, de 14 de dezembro até 2 de março de 1945 enquanto sua tripulação se familiarizava com o navio. Depois disso navegou para Norfolk, na Virgínia, para uma pequena reforma. A embarcação partiu em 7 de abril para participar se juntar aos esforços da Guerra do Pacífico. Atravessou o Canal do Panamá e chegou em Pearl Harbor, no Havaí, no dia 29.
O navio deixou Pearl Harbor em 8 de maio para se juntar à Força Tarefa de Porta-Aviões Rápidos na Quinta Frota, chegando no dia 27. Estava navegando junto com a frota próximo da ilah de Okinawa em 5 de junho quando foi danificado por um forte tufão junto com vários outras embarcações. Foi para Guam passar por reparos, que duraram pouco mais de um mês. O Duluth retornou à Força Tarefa de Porta-Aviões Rápidos em 21 de julho, que nesta altura tinha passado para o comando da Terceira Frota. O cruzador foi designado para integrar o Grupo de Tarefas 38.1, que também tinha cinco porta-aviões, três couraçados, outros quatro cruzadores e vários contratorpedeiros. Atuou como parte da escolta antiaérea que protegia os porta-aviões enquanto realizavam vários ataques aéreos contra alvos no Japão. Estas operações continuaram até o fim da guerra em 14 de agosto.
Durante este período, em 18 de julho, foi transferido temporariamente para o Grupo de Tarefas 35.4 junto com seus irmãos USS Topeka, USS Atlanta e USS Dayton, mais oito contratorpedeiros. Eles realizaram naquela noite uma varredura à procura de navios mercantes japoneses, mas não encontraram alvo algum. O cruzador retornou para o Grupo de Tarefas 38.1 e permaneceu com este pelo mês seguinte. O Duluth entrou na Baía de Sagami em 27 de agosto junto com o resto da Força Tarefa de Porta-Aviões Rápidos a fim de iniciarem as preparações formais para a cerimônia de rendição do Japão, que ocorreu em 2 de setembro a bordo do couraçado USS Missouri. O navio foi para a Baía de Tóquio em 16 de setembro como parte do esforço de ocupação. Partiu em 1º de outubro para voltar para casa, chegando dia 19 em Seattle, em Washington, onde participou das celebrações do Dia da Marinha. O Duluth foi condecorado com duas estrelas de batalha por seu breve serviço na Segunda Guerra Mundial.

### Pós-guerra

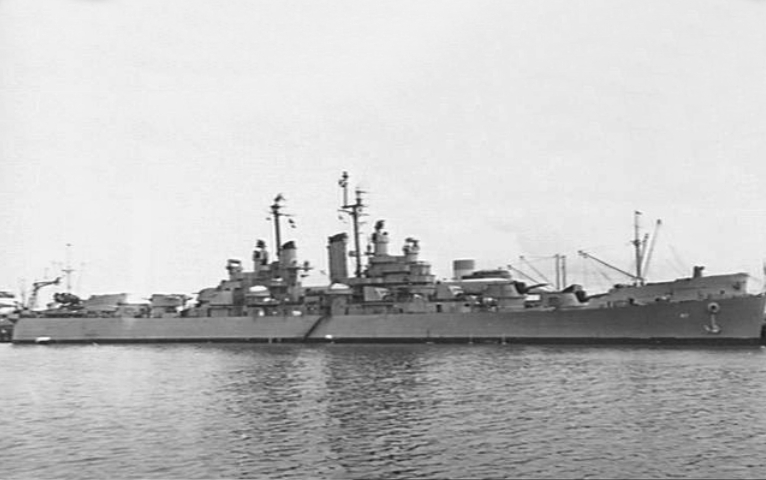
O Duluth em Melbourne na Austrália em 20 de maio de 1947

O cruzador ficou baseado em Los Angeles, na Califórnia, até ser enviado de volta para o Sudeste Asiático em 3 de janeiro de 1946, permanecendo na região até 27 de setembro. O Duluth foi para Pearl Harbor em 24 de fevereiro de 1947 para uma longa estadia, em seguida realizando um cruzeiro pelo oeste do Oceano Pacífico entre maio e julho. Durante esta viagem ele visitou Melbourne e Sydney na Austrália, Truk, Guam e Manila nas Filipinas. Nesta última parada, o cruzador navegou junto com o porta-aviões USS Antietam e uma divisão de contratorpedeiros, pois era o aniversário de um ano da independência filipina.
O Duluth foi enviado pouco para o litoral da China com o objetivo de patrulhar a região durante a Guerra Civil Chinesa. Esta viagem durou de 22 de setembro de 1947 até 19 de maio de 1948, com a embarcação então retornando para casa e ficando baseada em Long Beach, na Califórnia, pelo restante de sua carreira. Ele realizou em meados de 1948 um cruzeiro de treinamento para aspirantes do Corpo de Treinamento de Oficiais da Reserva Naval que incluiu uma visita para a Colúmbia Britânica. A embarcação participou em fevereiro de 1949 de treinamentos de clima frio em Kodiak, no Alasca. O Duluth foi descomissionado em 25 de junho de 1949 e designado para a Frota de Reserva. Permaneceu inativo por mais de uma década até ser descartado e vendido para desmontagem em 14 de novembro de 1960.